# 大愚法师
大愚法师（1888年—？），俗名李宗唐，号时谙，湖北省武汉市人，是中国近现代佛教人物，传心中心法，创印心宗。他是太虚法师之弟子，李荣熙之父。

## 生平
大愚法师早年从政，曾任湖北省议会议员和教育部次长。1920年，他皈依太虚法师。1921年筹办汉口佛教会。于1923年正式剃度出家，法名“大愚”。1924年，在世界佛教会发表演讲《科学的无我观》，阐述佛教无我思想与科学的结合。他融合禅、净和密元素，创立了以心中心法为核心的印心宗，于上海、北京等地传法。至1929年，求法皈依者超过5万人，入室弟子约200人。1939年6月，于广西省佛教会《狮子吼佛学月刊》发表《解脱歌并序》。1942年，于《佛学半月刊》发表《偈一首》，同年于《大乘》发表《略说弥勒世尊度生的善巧与精神》与《现代僧伽应具的几个条件》二文。1956年，于《弘化月刊》发布终南山佛教徒动态。大愚法师心中心法的主要传人为：第二代传人王骧陆和第三代传人元音老人（李钟鼎）。向他学法者还有李盛铎、汤芗铭、王士珍、赵恒惕、范古农以及郑泽堰。

## 心中心法及印心宗
民国初年，中国大陆兴起“密教热”，主要表现为日本东密和台密的回归，藏密的流行，以及太虚法师提议创立“中华之密宗”。大愚法师的心中心法属于最后者。该法的修行依据源自于《大藏经》中的《大藏经秘密仪轨佛心经品亦通大随求陀罗尼》。大愚法师创印心宗，以传授心中心法。第二代传人王骧陆居士于印心精舍传授心中心法，讲解佛经，讲法内容集结为印心语录。至第三代传人元音老人，更加力主“明心见性”，形成了“以禅为体，以密为用，以净为归”的精神内核。截至2018年，心中心法已传至第六代学人。

## 舆论争议
据印顺法师言，1929年4月，大愚法师因示现神通而引发舆论。该舆论始于太虚法师写给大愚等人之私人信件被他人公开传播，对此太虚法师连续两期于《海潮音》月刊发布启示，澄清另有他人利用被公开的私人信件借机招摇，太虚言明已核验心中心法，并致信劝诫大愚勿现神通。舆论发生的同年，大愚法师引起虚云法师及弘一律师关注，问询于大醒法师，大醒法师于《现代僧伽》公开讨论对大愚法师以及密宗的看法。

## 晚年去向
多位学者认为，大愚法师晚年归隐，不知踪迹；但是，归隐是否与示神通的舆论争议相关，则众说纷纭。有观点认为大愚之归隐是神通争议之结果。争议事件发生于1929年4月，太虚法师于当年9月和10月刊登启事，此后可考的大愚公开活动包括：1929年12月24日《申报》报道大愚于北平讲经，1931年6月27日《京报》报道大愚法师主坛诵经，1944年大愚法师与刘亚修、黄金鳌、王恩洋以及李炳英等人谈禅，直至1956年仍有活动（具体参考“生平”章节）。

## 主要作品
《解脱歌并序》,《偈一首》,《略说弥勒世尊度生的善巧与精神》,《现代僧伽应具的几个条件》。

### 脚注
1. ↑  刘勇. . 北京: 人民出版社. 2018: 172. ISBN 978-7-01-019040-2.
2. 1 2 3 4  张雪梅. . 北京: 宗教文化出版社. 2020: 382. ISBN 978-7-5188-0866-3.
3. 1 2  释印顺. . 北京: 中华书局. 2011: 76. ISBN 978-7-101-08062-9.
4. ↑  Ritzinger, Justin R. . Journal of Chinese Religions. 2016, 44 (2): 149–173.
5. ↑  释东初. . 张曼涛  (编). . 台北: 大乘文化出版社. 1978: 369.
6. ↑  . 神州日报 (上海: 神州日报社). 1913-02-25: 10. (上海市图书馆藏)
7. ↑  慧融居士李宗唐. . 黄夏年  (编).  156. 原载《海潮音》第4年第5期，第1-7页. 北京: 全国图书馆文献缩微复制中心. 2006: 223–229.
8. ↑  黄夏年 (编). .  62. 原载《正信》第8卷第3-4期合刊，1936年4月，第2-10页. 北京: 全国图书馆文献缩微复制中心. 2006: 344–352.
9. ↑  释印顺. . 北京: 中华书局. 2011: 107. ISBN 978-7-101-08062-9.
10. ↑  王颂 (编). .  1. 原载《佛化新青年》第1卷第11、12合号，1924年1月15日. 北京: 中国书店出版社. 2023: 214–215. ISBN 978-7-5149-3037-5.
11. ↑  黄夏年 (编). .  160. 原载《海潮音》第5卷第11期，1924年，13-15页. 北京: 全国图书馆文献缩微复制中心. 2006: 401–403.
12. ↑  刘勇. . 北京: 人民出版社. 2018: 172–173. ISBN 978-7-01-019040-2.
13. ↑  黄夏年 (编). .  173. 原载《海潮音》第10卷第9期，1929年，12页. 北京: 全国图书馆文献缩微复制中心. 2006: 444.
14. ↑  蒋维乔. . 长春: 吉林人民出版社. 2013: 288. ISBN 978-7-206-08300-6.
15. ↑  洪启嵩. . 北京: 华夏出版社. 2011: 60. ISBN 978-7-5080-6490-1.
16. ↑  陈兵; 邓子美. . 北京: 民族出版社. 2000: 354–355. ISBN 7-105-03773-3.
17. 1 2  黄夏年 (编). .  59. 原载《狮子吼佛学月刊》第1卷第1、2合刊，1939年6月，21-23页. 北京: 中国书店. 2008: 149–151. ISBN 9787806634158.
18. 1 2  黄夏年 (编). .  66. 原载《佛学半月刊》第11卷第3号、第246期，1942年2月1日，10页. 北京: 中国书店. 2008: 38. ISBN 9787806634158.
19. 1 2  王颂 (编). .  5. 原载《大乘》第2卷第10期，1942年3月1日，12页. 北京: 中国书店出版社. 2023: 320. ISBN 978-7-5149-3037-5.
20. 1 2  王颂 (编). .  5. 原载《大乘》第2卷第11期，1942年4月15日，5页. 北京: 中国书店出版社. 2023: 325. ISBN 978-7-5149-3037-5.
21. ↑  黄夏年 (编). .  72. 原载《弘化月刊》第179期，1956年4月25日，20页. 北京: 中国书店. 2008: 466. ISBN 9787806634158.
22. ↑  刘勇. . 北京: 人民出版社. 2018: 172–174. ISBN 978-7-01-019040-2.
23. 1 2 3  陈兵; 邓子美. . 北京: 民族出版社. 2000: 355. ISBN 7-105-03773-3.
24. ↑  吴密. . 图书馆研究. 2019, 46 (3): 125–128.
25. ↑  谢健. . 文海出版社. 1973: 127.
26. ↑  . 上海报 (上海: 上海报社). 1930-01-06: 2. (上海图书馆藏)
27. ↑  . 大公报 (长沙) (长沙: 大公报社). 1929-10-29: 3. (上海图书馆藏)
28. ↑  焘林. . 上海画报 (472) (上海: 上海画报社). 1929-05-30: 2. (上海图书馆藏)
29. ↑  郑碧贤. . 北京: 生活·读书·新知三联书店. 2012: 264. ISBN 9787108041807.
30. ↑  刘勇. . 北京: 人民出版社. 2018: 35–38. ISBN 978-7-01-019040-2.
31. ↑  刘勇. . 北京: 人民出版社. 2018: 148, 154. ISBN 978-7-01-019040-2.
32. ↑  刘勇. . 北京: 人民出版社. 2018: 172–175. ISBN 978-7-01-019040-2.
33. ↑  黄夏年 (编). .  61. 原载《觉有情》第44-45期，1941年8月，14页. 北京: 中国书店. 2008: 248. ISBN 9787806634158.
34. ↑  黄夏年 (编). .  61. 原载《觉有情》第48-49期，1941年10月，14页. 北京: 中国书店. 2008: 276. ISBN 9787806634158.
35. ↑  黄夏年 (编). .  61. 原载《觉有情》第33期，1941年2月，12页. 北京: 中国书店. 2008: 158. ISBN 9787806634158.
36. ↑  黄夏年 (编). .  61. 原载《觉有情》第40-41期，1941年6月，14页. 北京: 中国书店. 2008: 220. ISBN 9787806634158.
37. ↑  王骧陆. . 黄夏年  (编).  63. 原载《觉有情半月刊》第11卷第1期. 北京: 中国书店. 2008: 79. ISBN 9787806634158.
38. ↑  王骧陆. . 黄夏年  (编).  63. 原载《觉有情半月刊》第11卷第3期. 北京: 中国书店. 2008: 124. ISBN 9787806634158.
39. ↑  王骧陆. . 黄夏年  (编).  63. 原载《觉有情半月刊》第11卷第7期. 北京: 中国书店. 2008: 221. ISBN 9787806634158.
40. ↑  王骧陆. . 黄夏年  (编).  63. 原载《觉有情半月刊》第11卷第9、10期合刊. 北京: 中国书店. 2008: 275. ISBN 9787806634158.
41. ↑  刘勇. . 北京: 人民出版社. 2018: 189-191. ISBN 978-7-01-019040-2.
42. ↑  刘勇. . 北京: 人民出版社. 2018: 155-156. ISBN 978-7-01-019040-2.
43. 1 2 3  释印顺. . 北京: 中华书局. 2011: 189. ISBN 978-7-101-08062-9.
44. 1 2  黄夏年 (编). .  173. 原载《海潮音》第10卷第9期，1929年，12页. 北京: 全国图书馆文献缩微复制中心. 2006: 444.
45. ↑  黄夏年 (编). .  173. 原载《海潮音》第10卷第10期，1929年，26页. 北京: 全国图书馆文献缩微复制中心. 2006: 518.
46. ↑  黄夏年 (编). .  66. 原载《现代僧伽》第2卷，35-36页. 北京: 全国图书馆文献缩微复制中心. 2006: 215–216.
47. ↑  刘勇. . 北京: 人民出版社. 2018: 175. ISBN 978-7-01-019040-2.
48. ↑  释印顺. . 北京: 中华书局. 2011: 11. ISBN 978-7-101-08062-9.
49. ↑  张雪梅. . 北京: 宗教文化出版社. 2020: 383. ISBN 978-7-5188-0866-3.
50. ↑  . 申报 (上海: 申报社). 1929-12-24: 6. (上海图书馆藏)
51. ↑  . 京报 (北京: 京报社). 1931-06-27: 2. (上海图书馆藏)
52. ↑  王恩洋. . 北京: 商务印书馆. 2022: 332–334. ISBN 9787100205948.

### 文献
- 蒋维乔. . 长春: 吉林人民出版社. 2013. ISBN 978-7-206-08300-6.
- 陈兵; 邓子美. . 北京: 民族出版社. 2000. ISBN 7-105-03773-3.
- 黄夏年 (编). . 北京: 全国图书馆文献缩微复制中心. 2006.
- 黄夏年 (编). . 北京: 中国书店. 2008. ISBN 9787806634158.
- 王颂 (编). . 北京: 中国书店出版社. 2023. ISBN 978-7-5149-3037-5.
- 刘勇. . 北京: 人民出版社. 2018. ISBN 978-7-01-019040-2.
- 释印顺. . 北京: 中华书局. 2011. ISBN 978-7-101-08062-9.
- 苏云峰. . 近代史研究所集刊. 1978, (7): 421–473. doi:10.6353/BIMHAS.197806.0421.
- 张雪梅. . 北京: 宗教文化出版社. 2020. ISBN 978-7-5188-0866-3.
- Ritzinger, Justin R. . Journal of Chinese Religions. 2016, 44 (2): 149–173.
- 释东初. 张曼涛 , 编. . 台北: 大乘文化出版社. 1978.
- 洪启嵩. . 北京: 华夏出版社. 2011. ISBN 978-7-5080-6490-1.
- 吴密. . 图书馆研究. 2019, 46 (3): 125–128.
- 谢健. . 文海出版社. 1973.
- 郑碧贤. . 北京: 生活·读书·新知三联书店. 2012. ISBN 9787108041807.
- 王恩洋. . 北京: 商务印书馆. 2022. ISBN 9787100205948.